# گوزن قرمز اسکاتلندی
گوزن قرمز اسکاتلندی (نام علمی: Cervus elaphus scoticus) زیرگونه‌ای از گوزن قرمز است که بومی بریتانیای کبیر است. مانند گوزن قرمز ایرلندی، زمانی در عصر حجر از قاره اروپا مهاجرت کرد. گوزن قرمز اسکاتلندی برای گوشت، شاخ و پوست پرورش داده می‌شود.
اگرچه بیشتر در شمال اسکاتلند یافت می‌شود، اما گزارش‌هایی از دیده شدن این گوزن در مرزها وجود دارد.